# Matija Mayerhoffer
Matija Mayerhoffer (u spisima: Matthias Mayerhoffer) (Ptuj, ? - Varaždin, 19. svibnja 1758.), varaždinski graditelj. 
Podrijetlom iz Ptuja, došao je 1748. godine u Varaždin, gdje je 1753. postao građaninom. Iste godine povjerena mu je obnova župne crkve sv. Nikole, prema nacrtu Šimuna Ignaca Wagnera. Tijekom gradnje crkve, dogodila se teška nesreća. Dana 13. kolovoza 1756. urušio se svod, pri čemu je poginulo sedam zidara. Mayerhoffer je umro dvije godine kasnije. Od drugih radova, izveo je adaptaciju gradske pivovare (1753.).